# Deselvana fulvofasciata
Deselvana fulvofasciata är en insektsart som först beskrevs av Gray 1832.  Deselvana fulvofasciata ingår i släktet Deselvana och familjen dvärgstritar. Inga underarter finns listade i Catalogue of Life.